# Tổng thống Slovenia
Tổng thống Cộng hòa Slovenia (tiếng Sloveniả: Predsednik Republike Slovenije) là nguyên thủ quốc gia của Slovenia. Chức vụ tổng thống được thiết lập ngày 23 tháng 12 năm 1991, khi Quốc hội Slovenia thông qua một hiến pháp mới sau khi Slovenia độc lập khỏi Cộng hòa Liên bang Xã hội chủ nghĩa Nam Tư.
Mặc dù được hiến pháp Slovenia trao quyền lực hạn chế, trong thực tế, chức vụ này chủ yếu là mang tính nghi lễ. Tổng thống là tổng tư lệnh Các lực lượng vũ trang Slovenia. Văn phòng của Tổng thống là Dinh Tổng thống ở Ljubljana. Tổng thống Slovenia được bầu trực tiếp thông qua chế độ phổ thông đầu phiếu bởi những công dân trong độ tuổi bầu cử và tiến hành bầu cử năm năm một lần. Bất kỳ công dân Slovenia có thể tranh cử chức vụ tổng thống, nhưng chỉ có thể nắm giữ chức vụ này tối đa là hai nhiệm kỳ liên tiếp.

## Danh sách tổng thống Slovenia
| № | Tên (Năm sinh–Năm mất)     | Chân dung | Đắc cử         | Nhiệm kỳ             | Nhiệm kỳ             | Đảng phái                                                                   |
| - | -------------------------- | --------- | -------------- | -------------------- | -------------------- | --------------------------------------------------------------------------- |
| 1 | Milan Kučan (1941–)        |           | 1990 1992 1997 | 23 tháng 12 năm 1991 | 22 tháng 12 năm 2002 | Độc lập                                                                     |
| 2 | Janez Drnovšek (1950–2008) |           | 2002           | 22 tháng 12 năm 2002 | 23 tháng 12 năm 2007 | Đảng Dân chủ Tự do Slovenia (đến 2006) Đảng Công lý và Phát triển (từ 2006) |
| 3 | Danilo Türk (1952–)        |           | 2007           | 23 tháng 12 năm 2007 | 22 tháng 12 năm 2012 | Độc lập sau chuyển sang Đảng Dân chủ Xã hội Zares                           |
| 4 | Borut Pahor (1963–)        |           | 2012 2017      | 22 tháng 12 năm 2012 | 22 tháng 12 năm 2022 | Đảng Dân chủ Xã hội                                                         |
| 5 | Nataša Pirc Musar (1968–)  |           | 2022           | 22 tháng 12 năm 2022 | Đương nhiệm          | Độc lập                                                                     |